# Vanderup Kirke
Vanderup Kirke er en kirke i landsbyen Vanderup beliggende sydvest for Flensborg i Sydslesvig i den nordtyske delstat Slesvig-Holsten. Kirken er sognekirke i Vanderup Sogn.
Kirken er opført i 1200-tallet i romansk stil af utilhugne kampesten. Kirken var i den katolske tid et kapel og anner til Store Vi Kirke. I midten af 1700-tallet blev skibet udvidet mod vest. I 1754 blev klokketårnet ødelagt af lynnedslag. Senere blev der opført en klokkestabel mod vest. I årene efter 1920 blev der installeret nye vinduer i kirkens sydvæg. I 1925 kom våbenhuset og tagrytteren til. 
Menigheden hører under den lutherske nordtyske landskirke, tidligere den nordelbiske kirke. I den danske periode før den 2. Slesvigske krig var kirkesproget blandet dansk-tysk.